# ابوسعد مؤذن
ابوسعد، اسماعیل مؤذن نیشابوری (ژانویه ۱۰۶۱، نیشابور - ۱۰ ژوئن ۱۱۳۸، بردسیر) (نسب: اسماعیل بن ابی‌صالح احمد بن عبدالملک بن علی) فقیه و محدث ایرانی خراسانی بود که بیشتر در کرمان زیست. ابوسعد سمعانی او را «پیشوایی برجسته، فاضل و کریم» نامیده است که «دارای عقل و تدبیر درست و فضل و علم بسیار» که در وعظ و خطابت بسیار تأثیرگذار بوده است. نزد ابوالمعالی جوینی در نیشابور فقه فراگرفت، سپس در مرو نزد پدربزرگِ سمعانی ادامه داد. او بسیار به علم حدیث پرداخت، از ابوالقاسم قشیری، ابوبکر مغربی و شیوخ بسیار دیگر سماع حدیث داشته است. برای سمعانی اجازه‌نامهٔ نقل روایت نگاشت. در آخرین روز رمضان ۵۳۲ق درگذشت و در روز عید فطر در بردسیر دفن شد. 